# Халаджан, Флорин
Флорин Халаджан (рум. Florin Halagian; 7 марта 1939, Бухарест, Румыния — 12 августа 2019, Румыния) — румынский футболист и тренер. Один из самых важных тренеров в истории румынского футбола. Имеет наибольшее количество матчей в высшем дивизионе Румынии — 878 (из которых 432 победы, 176 ничьих и 270 поражений).

## Биография
Будучи футболистом, он играл как атакующим полузащитником, так и игроком опорной зоны. Пика в своей карьере игрока он достиг в тот период, когда выступал за бухарестский клуб «Динамо», выиграв с этой командой чемпионат в 1964 году.
Он начал работать тренером в возрасте 31 года, более десяти лет был верен команде ФК «Арджеш», с которой ему удалось получить два титула чемпиона страны в 1972 и 1979 годах и четыре раза финишировать в тройке лучших.
С 1981 по 1984 год Халаджан тренировал команду «Олт», после чего отправился в «Стяуа» Бухарест, где внёс значительный вклад в создание команды, выигравшей Кубок европейских чемпионов в 1986 году.
Халаджан вывел команду «Виктория Бухарест» на пьедестал чемпионата, а также в Кубок УЕФА.
В период 1979—1980 годов он был федеральным тренером олимпийской сборной Румынии и занимал эту должность после 1990 года.
Халаджан управлял целым рядом клубов: «Арджеш», «Динамо», «Стяуа», «Виктория», «Насьональ», «Интер Сибиу», «ФКМ Бакэу», Олт, Чахлэул Пятра Нямц, Глория Бистрица и Брашов.
Выиграл три национальных чемпионата — два с ФК «Арджеш» в 1972 и 1979 годах и один с «Динамо Бухарест» в 1992 году. Продолжал тренировать вплоть до выхода на пенсию в 2010 году.
25 марта 2008 года Флорин Халаджан был награждён президентом Румынии Траяном Бэсеску за всю свою деятельность и подготовку молодого поколения чемпионов знаком «Спортивные заслуги III степени».
Похоронен на Армянском кладбище в Бухаресте.